# Shengzhou
Shengzhou (district de Sheng) (chinois : 嵊州市 ; pinyin : Shèngzhōu shì) est une ville-district de la province du Zhejiang en Chine. Elle est située et placée sous la juridiction administrative de la ville-préfecture de Shaoxing.

## Démographie
La population du district était de 738 116 habitants en 1999.
Shengzhou confectionne 40 % des cravates de la planète.

## Personnalités liées à la ville
- Fu Quanxiang (1923-2017), comédienne.